# Idrocerussite
L'idrocerussite è un minerale.